# Врбан (Бујановац)
Врбан је насеље у Србији у општини Бујановац у Пчињском округу. Према попису из 2022. било је 69 становника.

## Демографија
У насељу Врбан живи 79 пунолетних становника, а просечна старост становништва износи 28,4 година (27,5 код мушкараца и 29,1 код жена). У насељу има 13 домаћинстава, а просечан број чланова по домаћинству је 9,46.
Ово насеље је у потпуности насељено Албанцима (према попису из 2002. године).
|  |

| Демографија | Демографија | Демографија |
| Година      | Становника  | Становника  |
| ----------- | ----------- | ----------- |
| 1948.       | 237         |             |
| 1953.       | 269         |             |
| 1961.       | 306         |             |
| 1971.       | 319         |             |
| 1981.       | 203         |             |
| 1991.       | 112         | 110         |
| 2002.       | 123         | 137         |
| 2022.       | 69          |             |

| Етнички састав према попису из 2002.‍ | Етнички састав према попису из 2002.‍ | Етнички састав према попису из 2002.‍ | Етнички састав према попису из 2002.‍ | Етнички састав према попису из 2002.‍ |
| ------------------------------------ | ------------------------------------ | ------------------------------------ | ------------------------------------ | ------------------------------------ |
|                                      |                                      |                                      |                                      |                                      |
| Албанци                              | Албанци                              |                                      | 123                                  | 100,0%                               |

| Година пописа     | 1948. | 1953. | 1961. | 1971. | 1981. | 1991. | 2002. |
| ----------------- | ----- | ----- | ----- | ----- | ----- | ----- | ----- |
| Број домаћинстава | 28    | 34    | 47    | 44    | 28    | 16    | 13    |

| Број чланова      | 1 | 2 | 3 | 4 | 5 | 6 | 7 | 8 | 9 | 10 и више | Просек |
| ----------------- | - | - | - | - | - | - | - | - | - | --------- | ------ |
| Број домаћинстава | 0 | 1 | 0 | 0 | 0 | 1 | 3 | 0 | 1 | 7         | 9,46   |

| Пол    | Укупно | Неожењен/Неудата | Ожењен/Удата | Удовац/Удовица | Разведен/Разведена | Непознато |
| ------ | ------ | ---------------- | ------------ | -------------- | ------------------ | --------- |
| Мушки  | 45     | 22               | 23           | 0              | 0                  | 0         |
| Женски | 43     | 11               | 26           | 5              | 1                  | 0         |
| УКУПНО | 88     | 33               | 49           | 5              | 1                  | 0         |

| Пол    | Укупно                    | Пољопривреда, лов и шумарство | Рибарство                            | Вађење руде и камена | Прерађивачка индустрија       |
| ------ | ------------------------- | ----------------------------- | ------------------------------------ | -------------------- | ----------------------------- |
| Мушки  | 30                        | 24                            | 0                                    | 0                    | 0                             |
| Женски | 20                        | 20                            | 0                                    | 0                    | 0                             |
| УКУПНО | 50                        | 44                            | 0                                    | 0                    | 0                             |
| Пол    | Производња и снабдевање   | Грађевинарство                | Трговина                             | Хотели и ресторани   | Саобраћај, складиштење и везе |
| Мушки  | 0                         | 0                             | 0                                    | 0                    | 0                             |
| Женски | 0                         | 0                             | 0                                    | 0                    | 0                             |
| УКУПНО | 0                         | 0                             | 0                                    | 0                    | 0                             |
| Пол    | Финансијско посредовање   | Некретнине                    | Државна управа и одбрана             | Образовање           | Здравствени и социјални рад   |
| Мушки  | 0                         | 0                             | 0                                    | 1                    | 0                             |
| Женски | 0                         | 0                             | 0                                    | 0                    | 0                             |
| УКУПНО | 0                         | 0                             | 0                                    | 1                    | 0                             |
| Пол    | Остале услужне активности | Приватна домаћинства          | Екстериторијалне организације и тела | Непознато            | Непознато                     |
| Мушки  | 0                         | 0                             | 0                                    | 5                    | 5                             |
| Женски | 0                         | 0                             | 0                                    | 0                    | 0                             |
| УКУПНО | 0                         | 0                             | 0                                    | 5                    | 5                             |